# Unió Nacional Espanyola
La Unió Nacional Espanyola (UNE) (en castellà: Unión Nacional Española) va néixer en 1975 com associació política. Entre els seus promotors destacaven importants exdirigents del carlisme que van reconèixer el nomenament de Joan Carles I com a príncep i successor de Franco a títol de rei: Antonio María de Oriol y Urquijo, Juan María de Araluce, José Luis Zamanillo o José María Valiente. Els seus promotors davant el Registre d'Associacions Polítiques en 1976 van ser Ricardo Larrainzar Yoldi i Carlos Arauz de Robles. El seu president fou l'ex ministre franquista Gonzalo Fernández de la Mora i un dels seus vicepresidents el diplomàtic José María Velo de Antelo.
Destacats dirigents d'aquest partit polític van participar en l'anomenada Operació Reconquista, que va tenir com a resultat els fets de Montejurra.
El novembre de 1977, després d'una tumultuosa assemblea, els dirigents Zamanillo i Velo de Antelo van encapçalar una escissió que va abandonar el partit amb motiu de la permanència a Alianza Popular, a la qual pertanyia des de la seva constitució en 1976. La UNE, dirigida per Fernández de la Mora i Miguel Fagoaga com a secretari general, va abandonar Aliança Popular al novembre de 1978 pel seu suport a la Constitució espanyola de 1978. Poc després va formar al costat del grup dirigit per Federico Silva Muñoz la coalició Dreta Democràtica Espanyola que acabà per transformar-se en partit en desembre de 1979.
Va ser el partit que van triar per iniciar-se en política Mariano Rajoy o Loyola de Palacio, que exercia de secretària del partit. Va ser un dels partits que va donar origen a Aliança Popular el 1976 i va desaparèixer oficialment al maig de 1977 quan s'hi integrà.